# Układ dźwiękowy

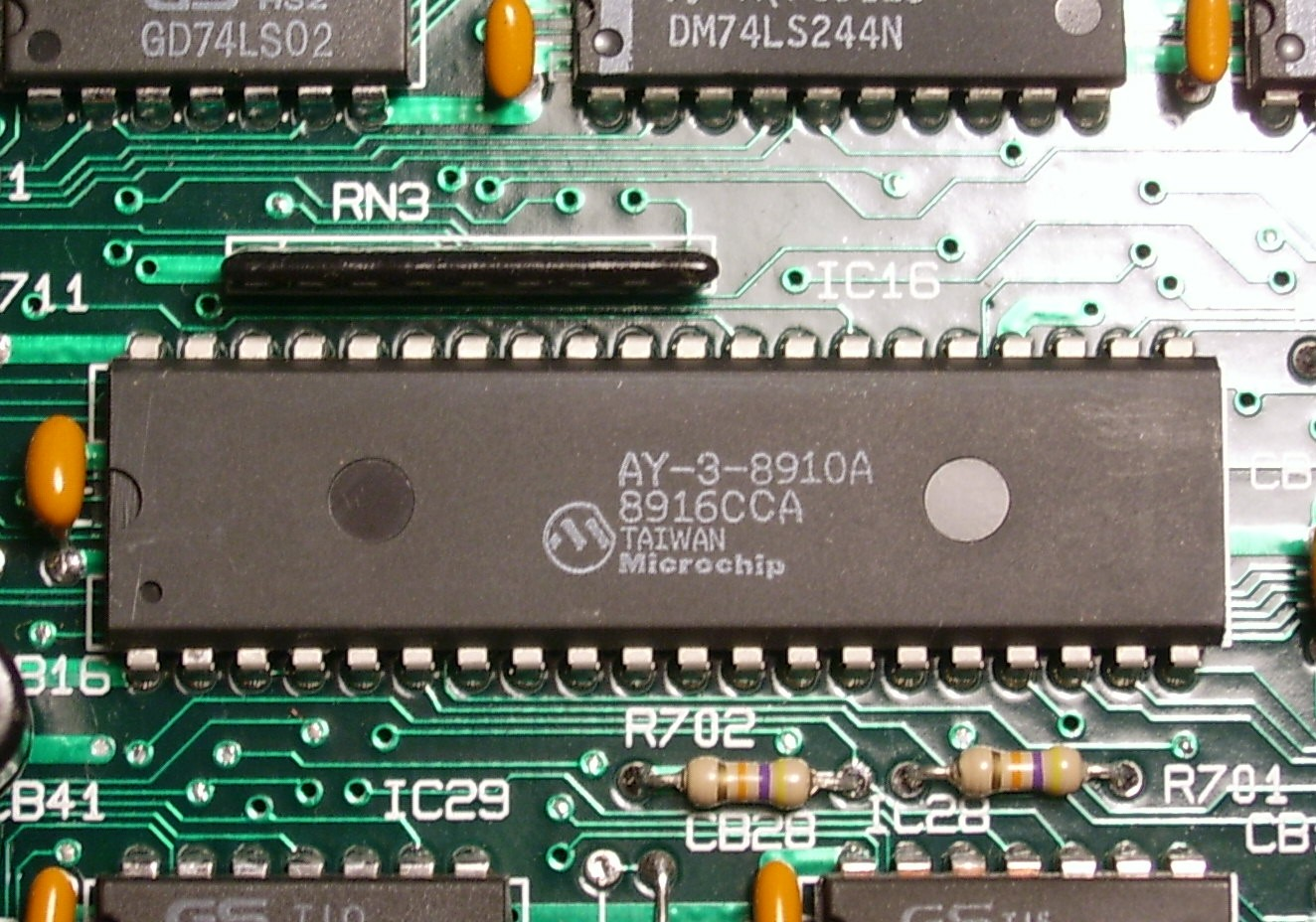
Układ dźwiękowy AY-3-8910A na płycie komputera.

Układ dźwiękowy (ang. Sound Chip) – układ scalony, którego rolą jest wytwarzanie dźwięku.
Układy dźwiękowe mogą działać w technologii cyfrowej, analogowej lub w obydwu, będąc układami hybrydowymi. Mogą składać się z bloków typowych dla syntezatora, takich jak oscylatory, generatory obwiedni, czy też filtry.

## Programowalne generatory dźwięku
Jest to grupa układów, które (w zależności od modelu) realizują syntezę subtraktywną lub FM. Montowane były we wczesnych kartach dźwiękowych, komputerach domowych oraz konsolach gier wideo.
| Producent          | Model     |
| ------------------ | --------- |
| Atari              | POKEY     |
| MOS Technology     |           |
| 6581 / 8580        |           |
| General Instrument | AY-3-8910 |
| Nintendo           | 2A03      |
| Philips            | SAA 1099  |
| Texas Instruments  | SN76477   |
| Texas Instruments  | SN76489   |
| Yamaha             | YM2149    |
| Yamaha             | Y3439-F   |
| Yamaha             | YM3526    |
| Yamaha             | YM3812    |
| Yamaha             | YMF262    |
| Yamaha             | YMF278    |
| Yamaha             | YM2413    |
| Yamaha             | YM2203    |
| Yamaha             | YM2612    |
| Yamaha             | YM2610    |
| Yamaha             | YM2151    |
| Yamaha             | YM2164    |

## UkładyPCM
| Producent              | Model        | Wykorzystanie                       |
| ---------------------- | ------------ | ----------------------------------- |
| MOS Technology         | 8364 "Paula" | Commodore Amiga                     |
| Sony                   | SPC700       | Nintendo SNES                       |
| National Semiconductor | LMC1992      | Atari STE, Atari Mega STE, Atari TT |